# Клан Раттрей
Клан Раттрей (скотс Clan Rattray) — один из кланов горной Шотландии (Хайленда).

## История клана Раттрей

### Происхождение клана Раттрей
Название клана Раттрей происходит от названия баронства Раттрей в Пертшире. Клан владел этим баронством начиная с XI века. На территории этих земель расположены руины древней пиктской крепости Рат Треф (гэльск. — Rath Tref), что можно перевести как Крепость Жизни. Считают, что именно от этого и произошло название клана. Неизвестно как называли эту крепость сами пикты, название, судя по всему. имеет ирландское происхождение. Руины этой крепости еще в давние времена представляли собой холм с серпантином, который вел к вершине. Холм связывают с местными языческими традициями.
Первый лэрд Раттрей, о котором нам говорит история, носил имя Алан. О нем упоминается в грамотах королей Вильгельма Льва и Александра II.

### Война за независимость Шотландии
Во время войн за независимость Шотландии внук Алана — Юстас (Эсташ) Раттрей (шотл. — Eustace Rattray) был взят в плен в битве при Данбаре (1296) и доставлен в Англию в качестве пленника. Сын Юстаса — Адам Раттрей принес присягу на верность королю Англдии Эдуарду I Длинноногому — об этом говорят Рагманские свитки от 1296 года. Адаму унаследовал его сын — Александр Раттрей, что был среди баронов, которые заседали в парламенте в Эре и определяли порядок наследования королевского престола в 1315 году. Александру унаследовал его брат — Юстас, шестой лэрд Рэттрей, который был обвинен в причастности к заговору с целью свергнуть Роберта Брюса, но он был оправдан.

### XV—XVI века
В 1463 году сэр Сильвестр Раттрей был послом в Англии и унаследовал от своей матери большие поместья по всему Фортингаллу в Атолле. Это вызвало недовольство Стюартов, графов Атолла. Сильвестру Раттрею наследовал его сын — Джон Раттрей, 11-й лэрд Раттрей (ум. 1513), который был посвящен в рыцари в 1488 году королем Шотландии Яковом IV Стюартом и погиб в битве при Флоддене в 1513 году. Его старший сын Джон Раттрей умер в 1479 году на службе в Нидерландах как профессиональный солдат, но он оставил двух сыновей и двух дочерей. Старшая дочь — Гризель Раттрей вступила с Джоном Стюартом, 3-м графом Атолла (1507—1542). Граф Атолл заявил, что половину баронства Раттрей принадлежит ему по праву, как приданое. Граф хотел использовать сестру своей жены — Элизабет, чтобы попытаться получить свою долю вотчины Раттрей. Второй сын сэра Джона Раттрея — Патрик Раттрей, 12-й вождь клана Раттрей (ум. 1533), был изгнан из клана, замка и земель Раттрей в 1516 году графом Атолла и был вынужден скрыться на пустошах Кинбаллоха, где он построил новый замок Крэйгхолл. Но Джон Стюарт, 3-й граф Атолл, убил его в 1533 году.
Третий сын сэра Джона Раттрея — Сильвестр Раттрей, 13-й вождь клана Раттрей (ум. 1554), заменил убитого брата в качестве вождя клана Раттрей. В связи с тем, что граф Атолл продолжал угрозы, он ходатайствовал перед королем относительно юридического признания в суде своих прав. В суд он обратился в городе Данди вместо города Перт, где граф Атолл имел большое влияние, и Сильвестр Раттрей считал визит в Перт слишком опасным для себя.
Сильвестру Раттрей наследовал его сын — Дэвид Рэттрей из Крэйгхолла, 14-й вождь клана Раттрей (ум. 1586), у которого было три сына. Второй сын — еще один Сильвестр Раттрей (ум. 1623), который стал священником. Он стал первым министром из клана Раттрей после шотландской Реформации. Старший сын — Джордж Раттрей, 15-й вождь клана Раттрей, был убит в 1592 году и, таким образом, Сильвестр — младший сын унаследовал титул.

### XVII век — Гражданская война
Сильвестр Рэттрей, 16-й лэрд Раттрей, получил неплохое для своего времени образование. Его учителем был его дядя — преподобный Джон Раттрей. Сильвестр Рэттрей заключил союз с могущественными графами Эррол, вождями клана Хэй (гэльск. — clan Hay). Он умер в 1612 году, оставив трех сыновей. Старший сын — Дэвид Раттрей, 17-й лэрд Раттрей (ум. 1654), который воевал за Карла I Стюарта, короля Англии, во время Гражданской войны на Британских островах. Во время войны он выдержал осаду своего замка Крэйгхолл. Его младший сын — Джон Раттрей был захвачен в плен в битве при Вустере в 1651 году. После поражения Карла II в Англии и барон Раттрей в качестве пленников были заключены в Лондонском Тауэре.
Вождь клана Раттрей стремился закрепить свои земли и в 1648 году. Патрик Раттрей, 18-й лэрд Раттрей (ум. 1677), получил новые документы на свои земли с большой королевской печатью. Согласно этому документу, объединялись баронства Кинбаллох и Раттрей и приходы, связанные с ними в одно свободное баронство Крэйгхолл-Раттрей. В 1682 года эта новая вотчина перешла к старшего сына Патрика Раттрея. На эти земли вновь претендовал Стюарт, граф Атолл, как это было в XVI веке.
Джеймс Раттрей с Раннагулзиона и Корба воевал в битве при Килликранки (шотл. — Killiecrankie) в 1689 году. Он был известен как Джеймс, сын Дэвида Раттрей с Раннагуллайна.

### XVIII век — восстание якобитов
Единственный сын Патрика Раттрея — Томас Раттрей, 20-й лэрд Раттрей (1683—1743), стал священником и поднялся до сана епископа Брекина (тогда Данкельд). Он занимал должность примаса Шотландии в 1739—1743 годах. Томас Раттрей поддержал якобитов, а его второй сын Джон Рэттрей был врачом лидера якобитов — Чарльза Эдварда Стюарта, следовал за ним во время восстания якобитов в 1745 году. Он был захвачен после битвы при Каллодене, но после вмешательства Дункана Форбса, лорда Каллодена, он был помилован. Старший сын епископа — Джеймс Раттрей, 21-й лэрд Раттрей (1703—1770), защищал якобитов и укрывал беглецов в замке Крэйгхолл.

### XIX век
Полковник Томас Раттрей командовал конницей генерал-губернатора и полицейским батальоном в 1856 году. Принимал участие в подавлении восстания в Индии. Этот пехотный батальон, известный как 45-й батальон сикхов Раттрея в 1860-х годах, позже стал 3-м батальоном 11-го сикхского полка в 1922 году, а затем 3-м батальоном сикхов полка Раттрея в современной индийской армии.
Томас Раттрей, 22-й лэрд Раттрей (1750—1773), и Джон Раттрей, 23-й лэрд Раттрей (ум. 1779), скончались, не оставив наследников, и недвижимость потом была передана их двоюродному брату, достопочтенному Джеймсу Клерку Раттрею (1763—1831), заместителя шерифа Эдинбурга, который стал 24-м лэрдом Раттрея. Джеймс Кларк Раттрей, 26-й лэрд Раттрей (1832—1910), был известным военным, дослужился до звания генерал-лейтенанта, и в 1897 году стал кавалером ордена Бани. Он принимал участие в Крымской войне и в подавлении индийского восстания 1857 года.

### Вождь клана
Нынешним вождем клана Раттрей является Эндрю Лахлан Раттрей из Раттрея (род. 1954), 29-й вождь клана Раттрей с 1999 года. Он является постоянным членом совета шотландских вождей.

### Замки
Резиденцией вождей клана Раттрей является замок Крэйгхолл.

### Септы клана
Rannagulzion, Dalrulzion, Brewlands, Persie, Ratray, Ratre, Ratteray, Ratteree, Ratterree, Rattray, Retrey, Rettra, Rettray и Rotray.